# Nora van der Flier
Nora van der Flier (Scheveningen, 12 december 1920 - aldaar, 3 december 2018) was een Nederlands schilderes.

## Leven en werk
Ze was een dochter van de jurist Marius Jacobus van der Flier (1880-1972)`en Agatha Cornelia van Boeschoten. In 1954 trouwde zij met de Indisch/Haagse beeldhouwer Rudi Rooijackers (1920-1998).
Van der Flier volgde de Academie van Beeldende Kunsten in Den Haag. Ze was in Scheveningen/Den Haag en in Voorburg actief als schilder en tekenaar, met figuratieve voorstellingen, strandgezichten, straatscènes en landschappen. In 1950 was zij een winnaar van de Koninklijke Prijs voor Schilderkunst. Ze won bovendien de Willink van Collenprijs (1954), Jacob Hartogprijs (1960) en Jacob Marisprijs (1961).
Ze was lid van de kunstenaarssociëteit Pulchri in Den Haag, waar zij onder meer in 1978 (samen met Cootje Horst) en 1983 exposeerde.